# Посуд
По́суд (в однині — посу́дина) — узагальнена назва різноманітних за формою та оформленням ємностей декоративного або (та) утилітарного призначення. Виготовляють їх зазвичай із глини, скла, металу, пластику тощо. Використовують для приготування або подавання їжі, напоїв тощо, а також для зберігання харчових продуктів.
Посуд: скляний, порцеляновий, кришталевий, фаянсовий, срібний, плетений.
У декоративно-ужитковому мистецтві на позначення посудини часто використовується поняття «ваза».

## Форми посудин у побуті

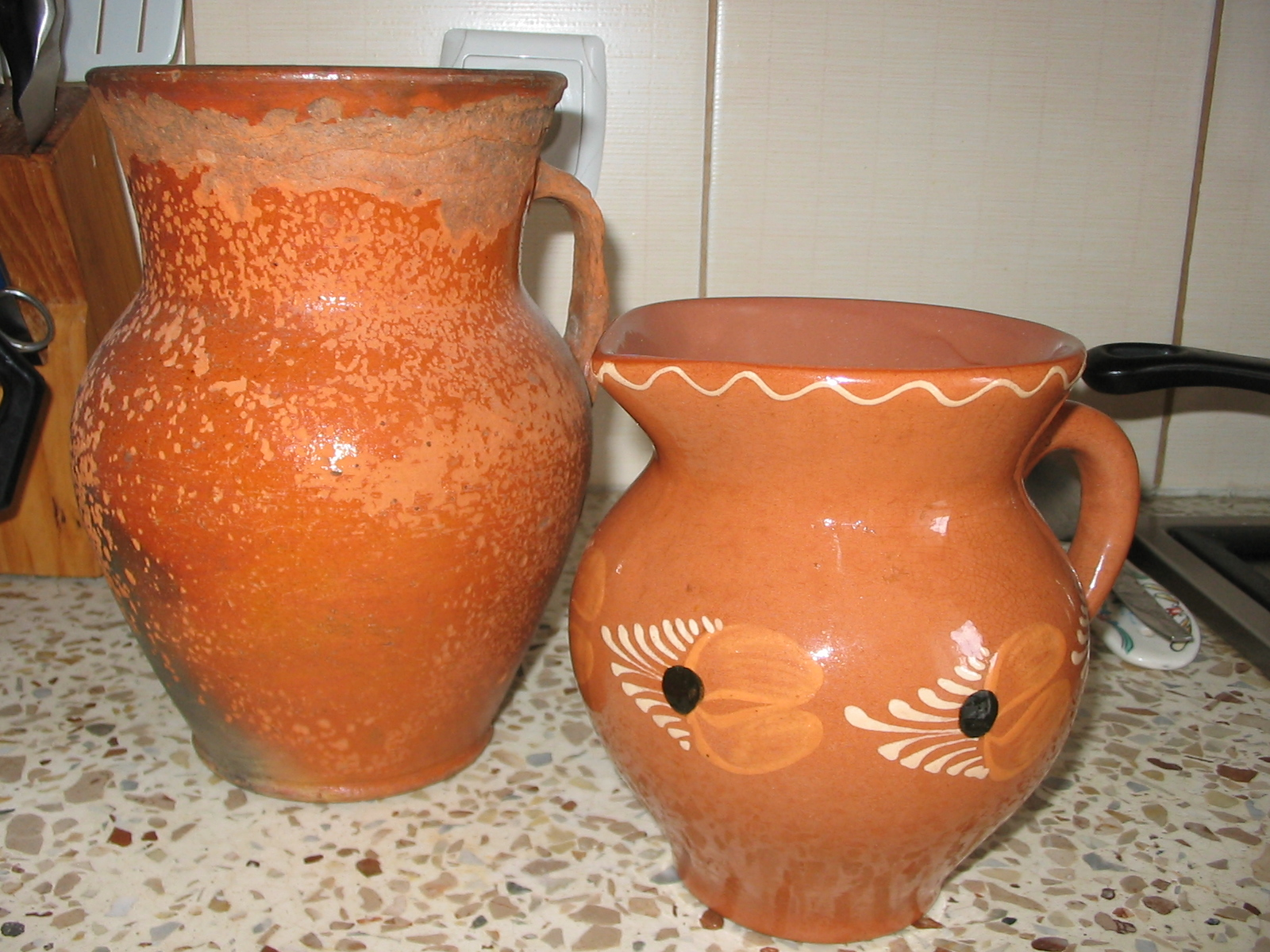
Глечики з випаленої глини
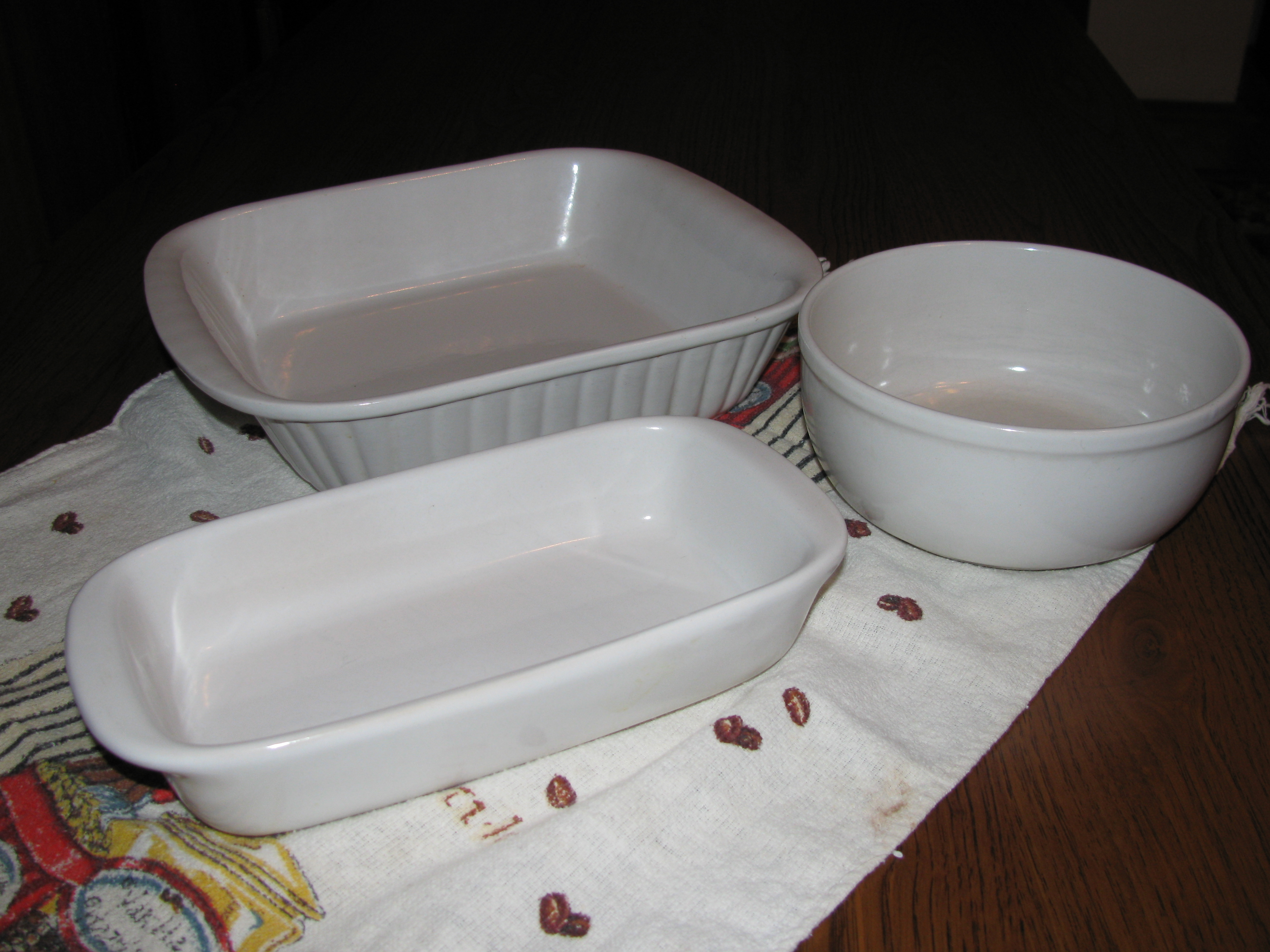
Керамічний посуд для запікання
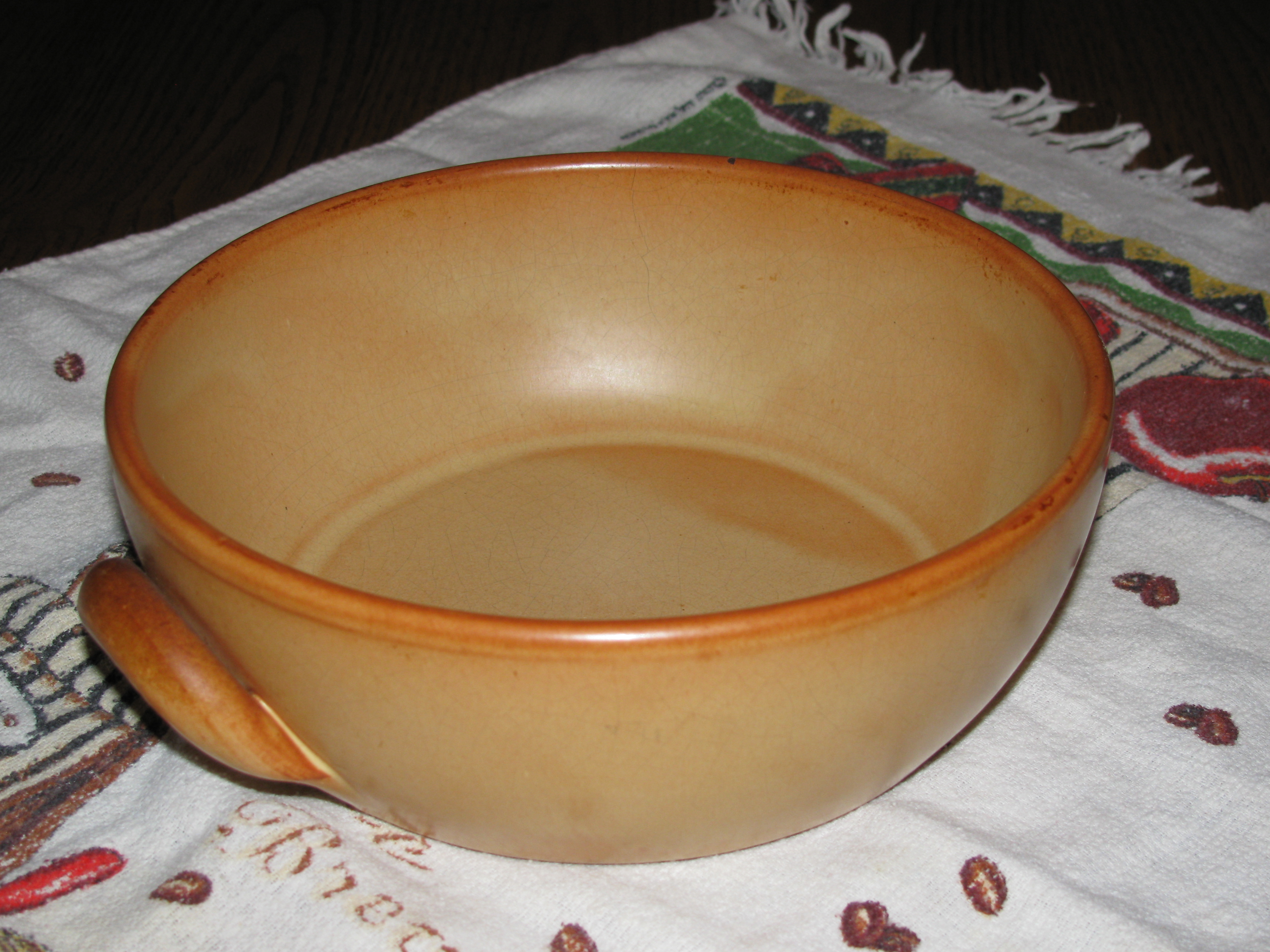
Глиняний посуд для запікання
Чашка кави.
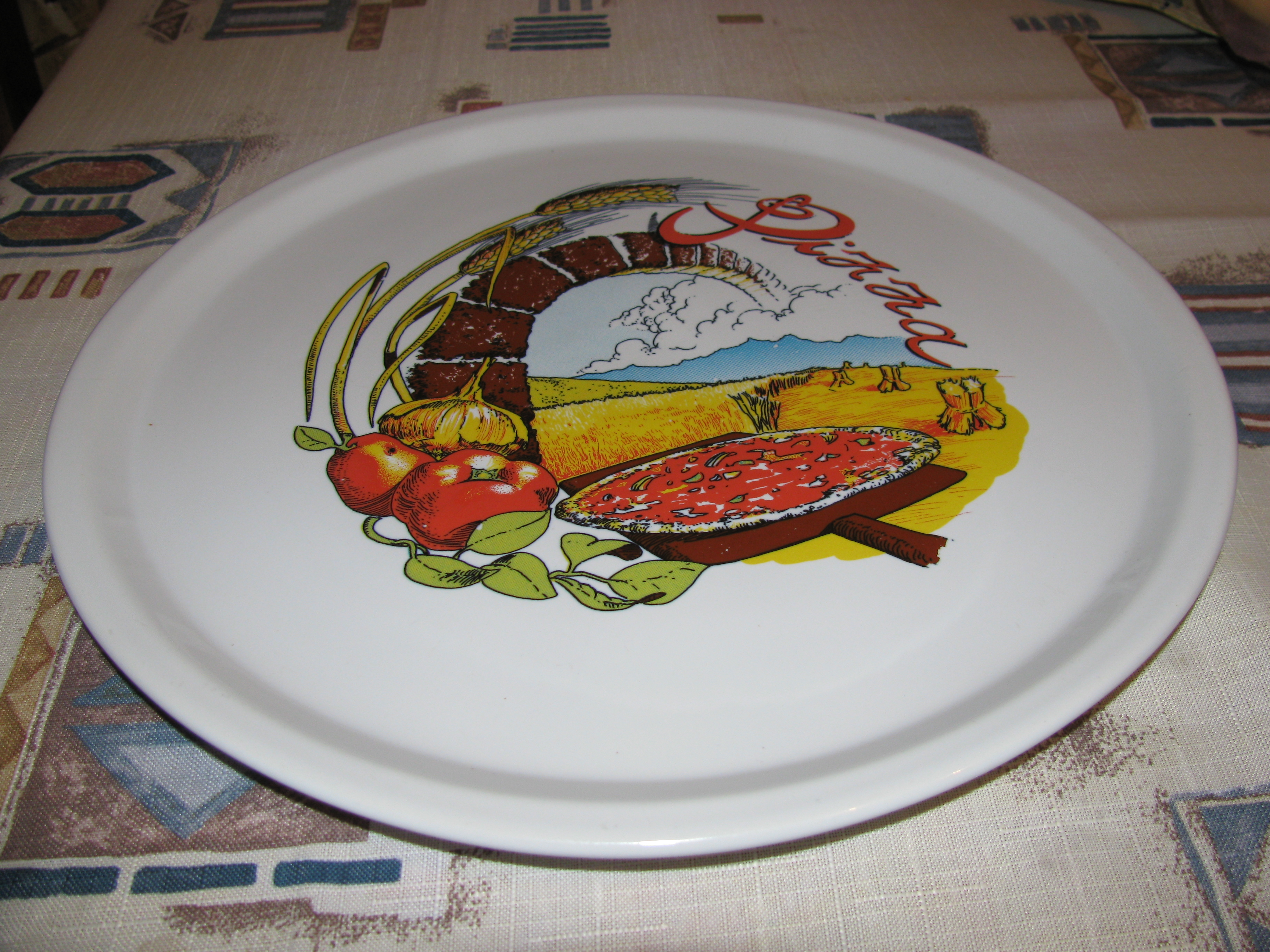
Таріль для піци (30 см)
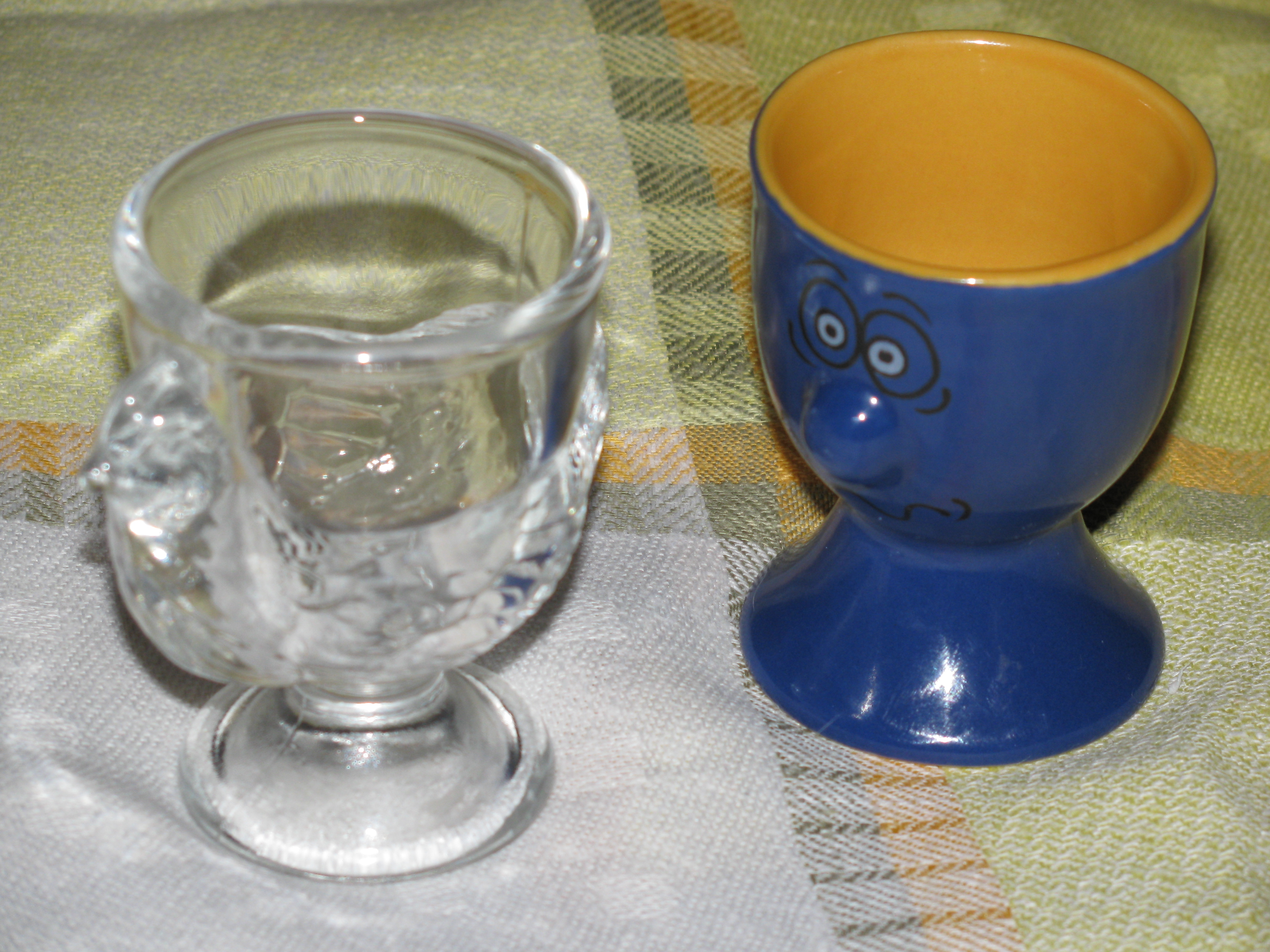
Пашотниця, посуд для страви з яєць
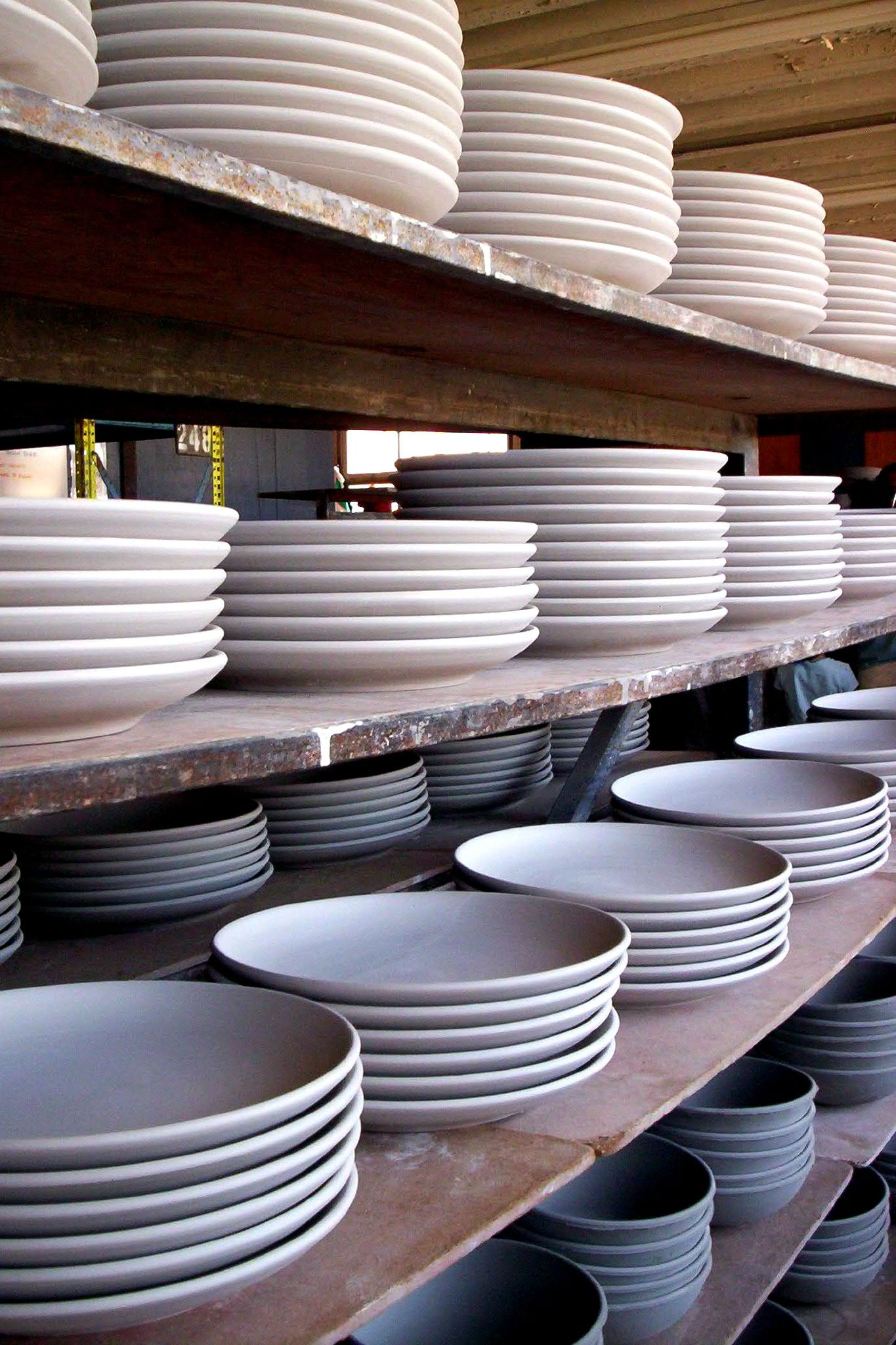
Тарілки перед нанесенням глазурі
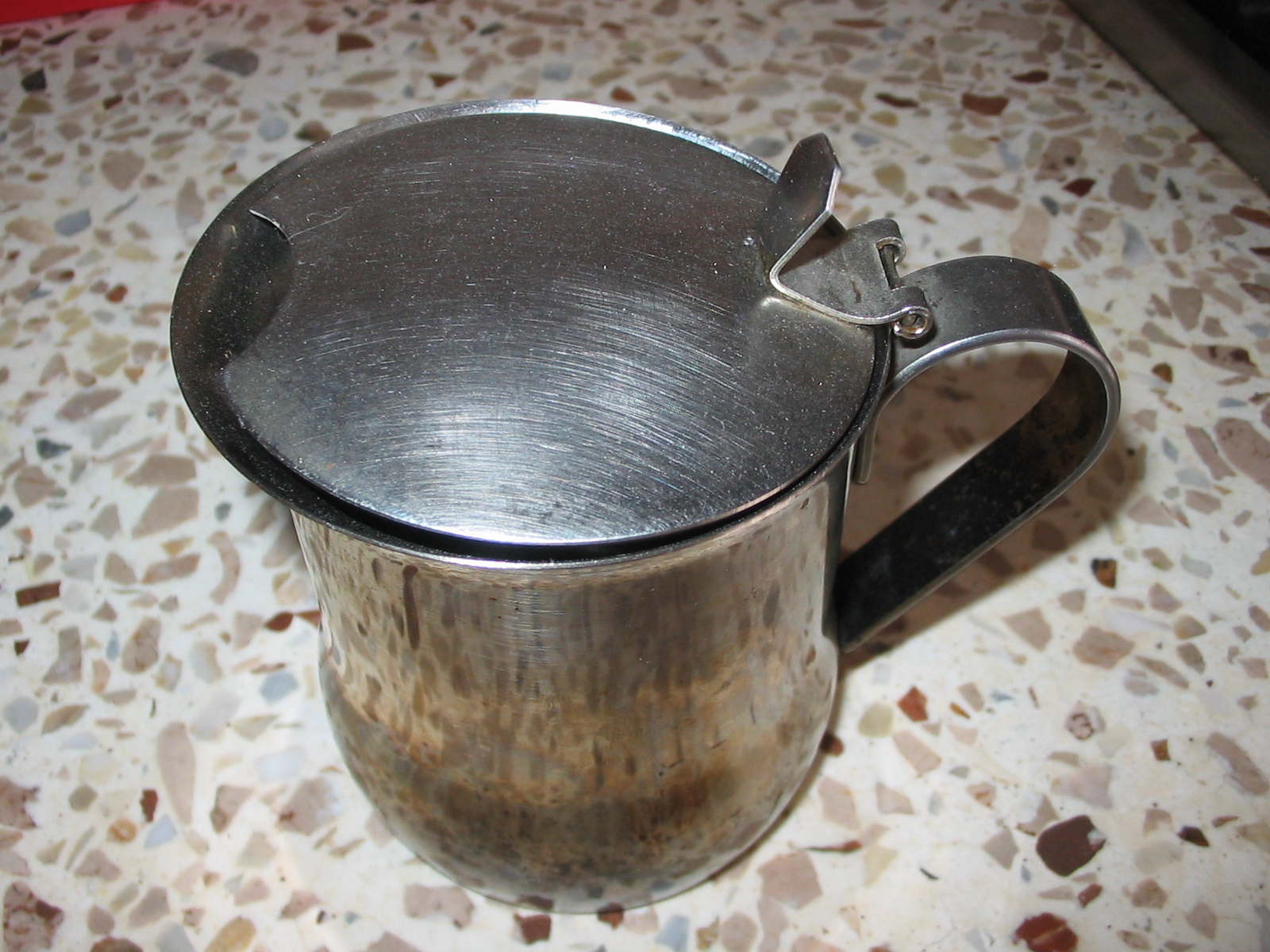
Чайничок
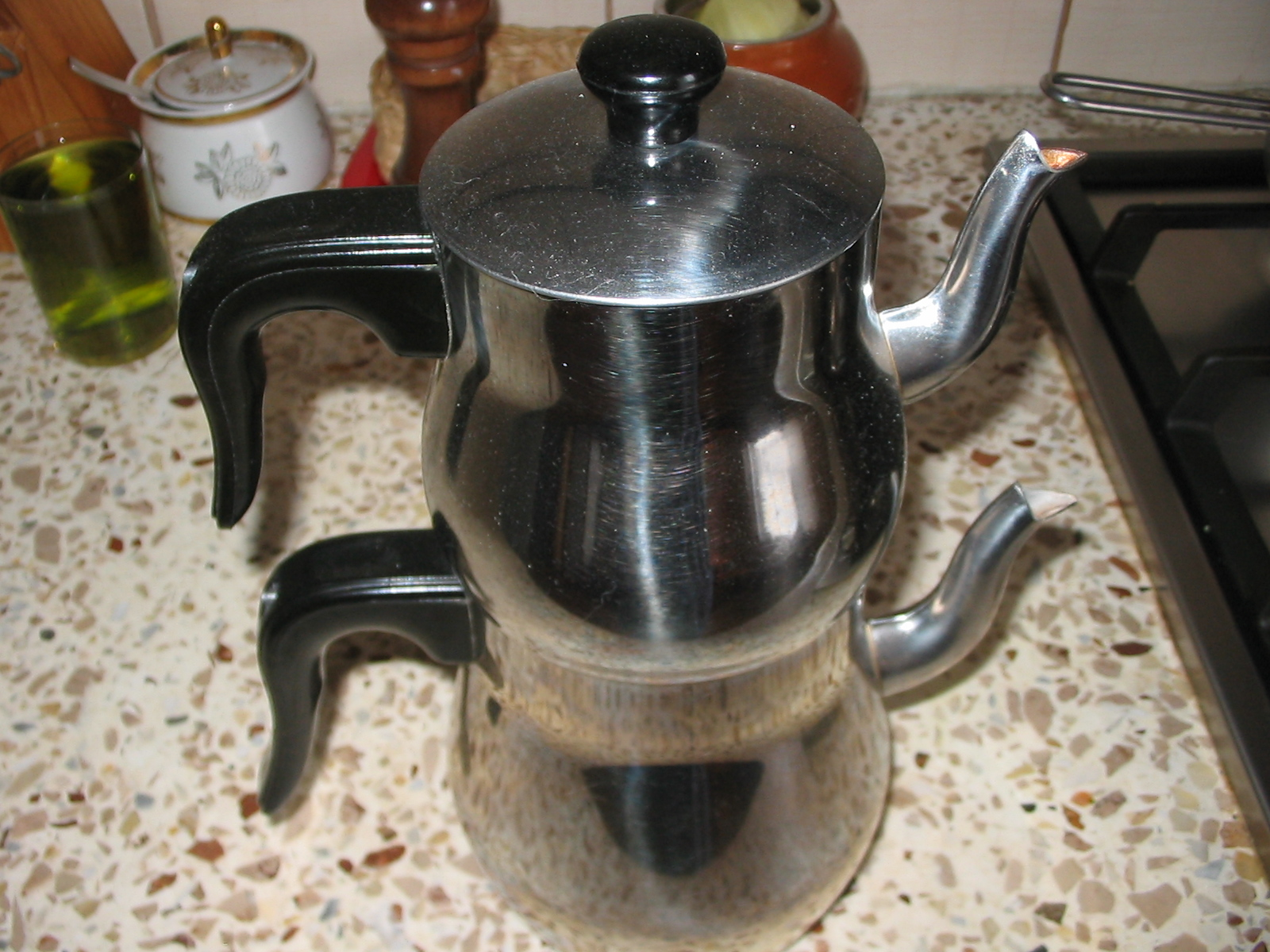
Заварний чайник
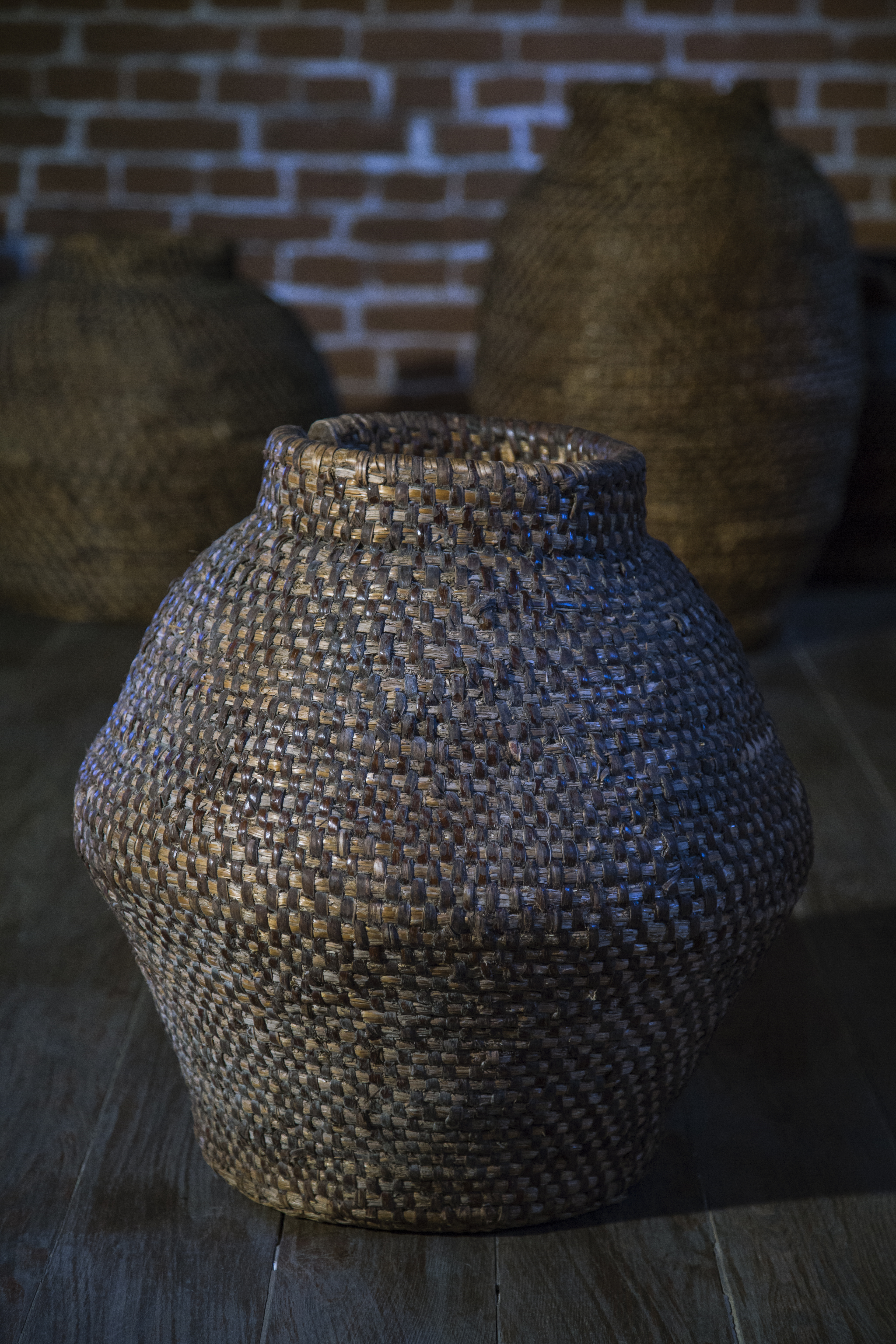
Солом'яна амфора для зберігання рідини. З колекції «Замку Радомисль»
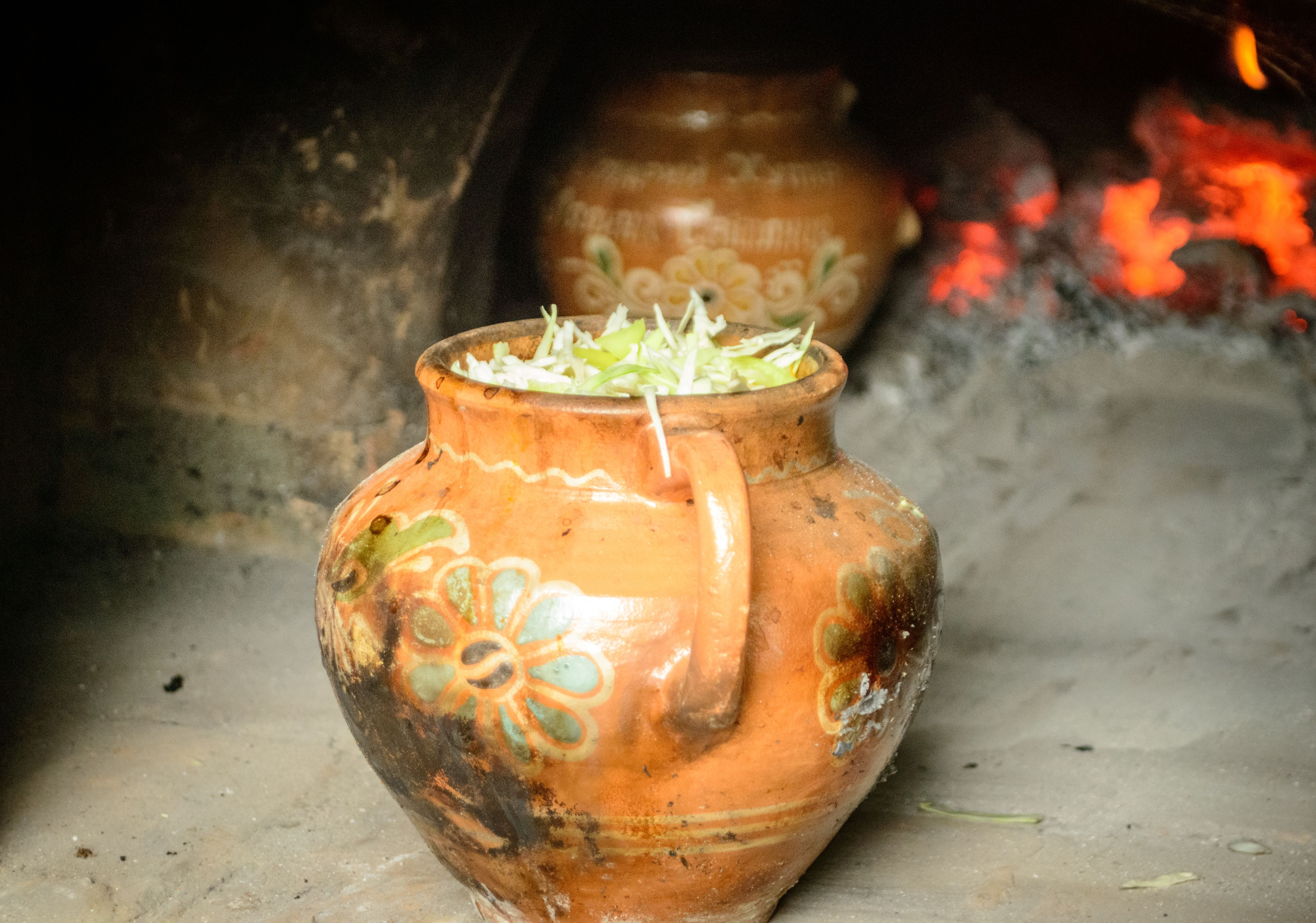
Глиняний горщик
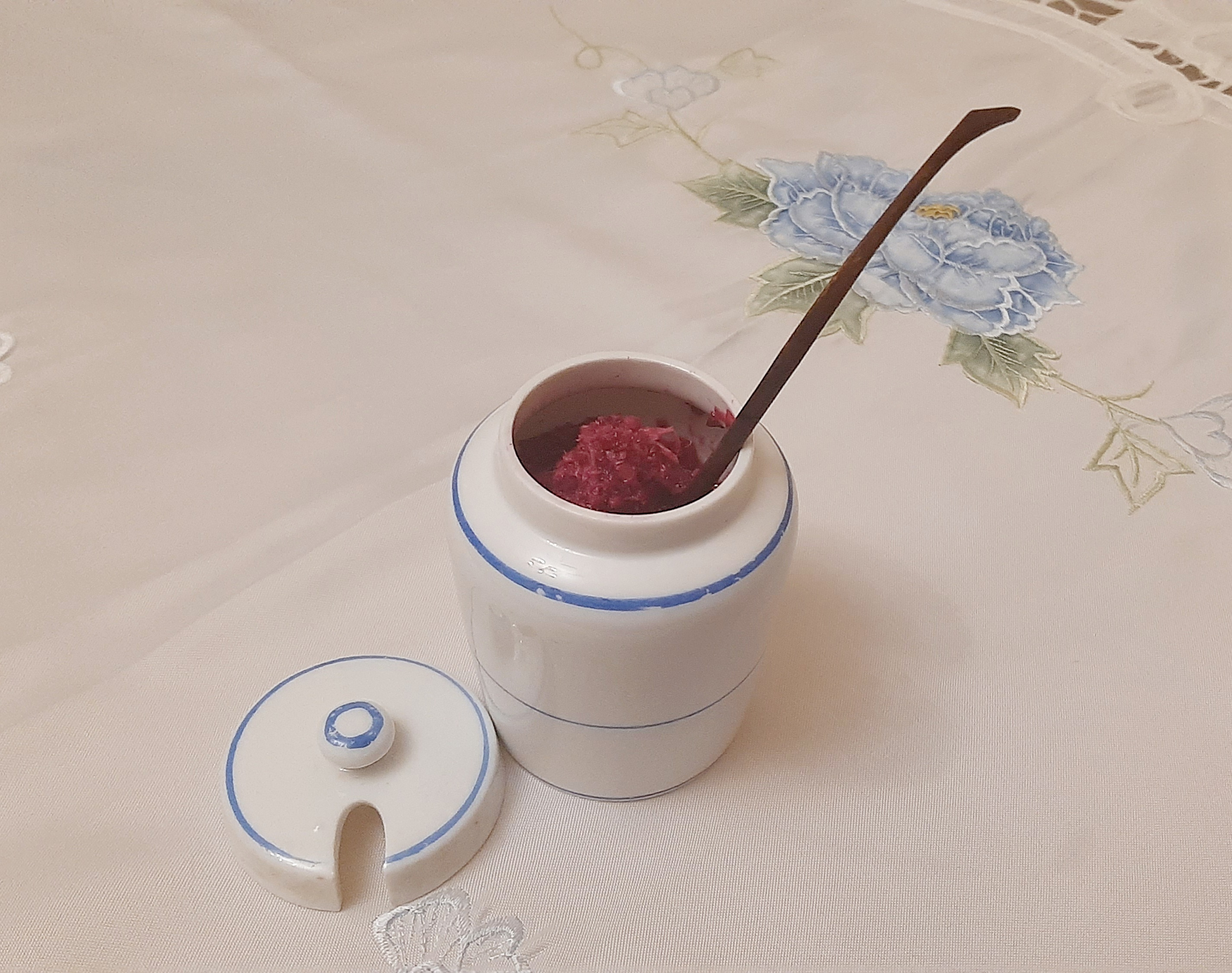
Хрінничка — посудина для тертого хріну